# Марселу Ребелу де Соза
Марселу Ребелу де Соза (порт. Marcelo Rebelo de Sousa, МФА: [maɾ.ˈse.ɫu ʁɨ.ˈbe.ɫu dɨ ˈso.zɐ]; нар. 12 грудня 1948) — португальський державний діяч, політик, публіцист. Президент Португалії (з 9 березня 2016). доктор юридично-політичних наук (1984), професор (1990). Член Соціал-демократичної партії (1975—2015), депутат Парламенту. Державний секретар Кабінету міністрів (1981—1982), міністр у справах парламенту (1982—1983). Голова Соціал-демократичної партії, лідер опозиції (1996—1999).

## Життєпис
Народився в Лісабоні. Є сином Балтазара Ребелу де Соза і його дружини Марії даш Невіш Фернандіш Дуарте. Названий на честь Марселу Каетану, який мав бути його хрещеним батьком. Його батько — відомий португальський політик, колишній губернатор Мозамбіку і міністр в уряді Антоніу Салазара.
Здобув юридичну освіту в Лісабонському університеті (1971). Професор права і публіцист, спеціалізується в адміністративному праві на юридичному факультеті в університеті Лісабона, де викладав закон.
Почав свою кар'єру за режиму «Нова держава» як юрист, а потім як журналіст.
1974 року Ребелу де Соза вступив до Соціал-демократичної партії. З 1975 до 1976 року депутат у парламенті Португалії. З 1981 року перебував на посаді держсекретаря ради міністрів, з червня 1982 року — міністра у справах парламенту.
Був лідером Соціал-демократичної партії з 31 березня 1996 року до 27 травня 1999 року (за кілька тижнів до виборів, як лідер партії, він оголосив, що не буде кандидатом у лідери, «навіть якщо Христос зійде на Землю»). Створив правоцентристську коаліцію, яка називалася «демократичний альянс», з народною партією 1998 року. Проте, він став віцепрезидентом у Європейській народній партії (Християнські демократи).
У Марселу Ребелу де Соза була щотижнева програма політичного аналізу, яка виходила щонеділі на громадській телестанції RTP після попередньої, аналогічної програми на приватному телеканалі TVI.
Переміг 24 січня 2016 на президентських виборах в Португалії, набравши 52 % голосів. Обійняв посаду 9 березня 2016 року.
25 січня 2021 року Марселу зі значним відривом переміг, набравши 60,7 % голосів.